# Gwynn ap Nudd
Pour les articles homonymes, voir Gwynn.

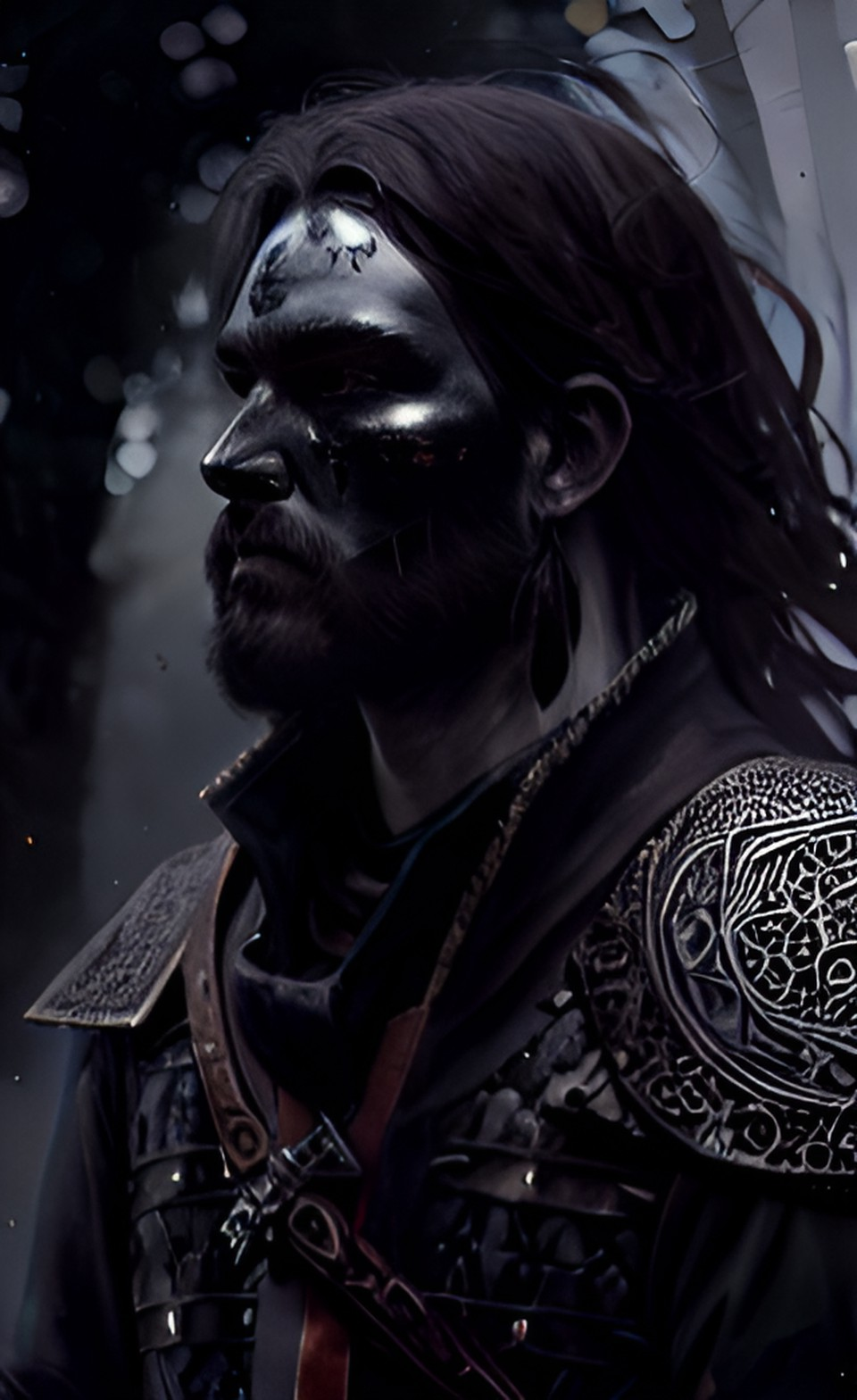
Représentation de Gwynn ap Nudd, générée par intelligence artificielle.

Gwynn ap Nudd (Gwen fils de Nuz), est, dans la mythologie celtique galloise, un des souverains ou des messagers de l’Annwvyn, l’Autre Monde des Celtes. 

## Mythologie
Gwynn ap Nudd est le fils de Nudd et le frère d’Edeyrn (l'Yder fils de Nut de Chrétien de Troyes). Son nom provient du celtique vindos qui signifie « blanc, loyal, éclatant ». Il est parfois assimilé à l’Irlandais Finn Mac Cumaill, dont le grand-père Nuada, roi des Tuatha Dé Danann, est l’équivalent de Nudd.
Il a un rôle psychopompe puisque l’une de ses fonctions est de guider les âmes des morts vers l’Annwvyn, accompagné d’une meute de chiens fantastiques.
Dans le conte arthurien Kulhwch et Olwen, Creiddylad, fille de Lludd Llaw Ereund, la plus belle fille de toutes les Bretagnes, s’enfuit avec Gwythyr, fils de Greidawl. Mais avant qu’ils aient pu consommer leur union, Gwynn enlève la jeune fille. L’amant lève une armée, mais le ravisseur est victorieux et fait prisonniers de nombreux guerriers. Ces nobles ne sont libérés que sur l’intervention du roi Arthur, il décide en outre que Creiddylad demeurera chez son père, sans que les deux prétendants puissent l’approcher. Depuis cette histoire, tous les ans, aux calendes de mai, Gwynn et Gwythyr se battent pour Creiddylad, cela durera jusqu’au Jugement dernier. À ce moment, le vainqueur du combat gagnera la demoiselle. Ce duel rituel symboliserait le passage de la saison sombre à la saison claire, l’année celtique était divisée en deux.
Gwynn ap Nudd participe à la chasse mythique d’Arthur contre le sanglier Twrch Trwyth.

## Sources
- Les Quatre Branches du Mabinogi, conte Kulhwch et Olwen, traduit, présenté et annoté par Pierre-Yves Lambert, Gallimard, coll. « L’aube des peuples », Paris, 1993,  (ISBN 2-07-073201-0).

## Note
1. ↑  Pierre-Yves Lambert, introduction au conte Kulhwch et Olwen – voir sources.